# مشتى حسن
مشتى حسن هي قرية لبنانية من قرى قضاء عكار في محافظة عكار. تقع في تجمع للقرى يسمى الدريب الأوسط. تبعد مشتى حسن حوالي 150 كلم عن بيروت عاصمة لبنان. ترتفع حوالي 350 م عن سطح البحر، تحدها من الجنوب بلدة شدرا ومن الشمال مشتى حمود و من الشرق اكروم و من الغرب العوينات، مشتى حسن تتمتّع بمجلس بلديّ من 15 عضو ،يتمّ انتخابهم لمدّة ستّ سنوات من خلال الإقتراع العام المباشر، السكّان و الناخبين، يسكن مشتى حسن 8000 نسمة، و عدد الناخبين 2600 ناخب .
أحياؤها:
-حارة القديمة (النهر)
-ساحة ابليس
-قبة النصر
-شكارة
-حي الأسعدية
-حي الاسبرية
-حارة عوض
-طريق الجديدة
-جبل الشرقي (الجرود)
-جبل غربي (المنصورة)
-خالصة
-القبو
-عين شماس
تاريخها:
تشتهر بلدة مشتى حسن بالقصور الأثرية القديمة  و المسجد القديم الأثري  
أصل التسمية: 
سميت بمشتى حسن على اسم حسن آغا من عشيرة الدنادشة وأغلب العائلات الموجودة في البلدة هم من عشيرة الدنادشة .